# Бурая белоглазка
Бурая белоглазка (лат. Zosterops cinereus) — вид воробьиных птиц из семейства белоглазковых. Ранее этих птиц и Zosterops ponapensis считали единым видом.

## Распространение
Эндемики острова Кусаие (Федеративные Штаты Микронезии).
Естественной средой обитания Zosterops cinereus являются субтропические или тропические влажные равнинные леса.

## Описание
Длина тела 10-11 см. Окрашены в серовато-оливковый и мышиный цвета. Глазное кольцо очень узкое, часто вовсе отсутствует. Самцы и самки выглядят одинаково.

## Биология
О рационе мало данных. Он состоит из ягод и семян, возможно, также насекомых.

## Охранный статус
МСОП присвоил виду охранный статус LC.